# Великошатьминське сільське поселення
Великошатьми́нське сільське поселення (рос. Большешатьминское сельское поселение) — муніципальне утворення у складі Красноармійського району Чувашії, Росія. Адміністративний центр — село Велика Шатьма.

## Населення
Населення — 1086 осіб (2019, 1385 у 2010, 1551 у 2002).

## Склад
До складу поселення входять такі населені пункти:
| Населений пункт           | Населення, осіб (2002) | Населення, осіб (2010) |
| ------------------------- | ---------------------- | ---------------------- |
| Анаткаси, присілок        | 178                    | 142                    |
| Бурундуки, присілок       | 212                    | 209                    |
| Велика Шатьма, село       | 143                    | 129                    |
| Верхня Тіпсірма, присілок | 26                     | 33                     |
| Голов, присілок           | 113                    | 96                     |
| Дворики, присілок         | 72                     | 68                     |
| Кішки, присілок           | 239                    | 204                    |
| Кожари, присілок          | 137                    | 119                    |
| Нижня Тіпсірма, присілок  | 106                    | 101                    |
| Оба-Сірма, присілок       | 49                     | 53                     |
| Тватпюрть, присілок       | 51                     | 39                     |
| Четрики, присілок         | 100                    | 88                     |
| Юпрями, присілок          | 125                    | 104                    |